# Інженерів палець
«Інженерів палець» — твір із серії «Пригоди Шерлока Холмса» Артура Конана Дойля. Вперше опубліковано Strand Magazine в березні 1892 року.

## Сюжет

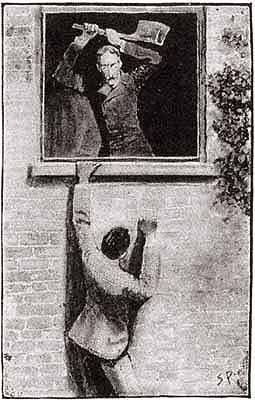
Хатерлі втрачає палець

У своєму оповіданні Доктор Вотсон відзначає, що це один з двох випадків, про які він особисто розказав Шерлоку Холмсу.
Історія, події якої відбуваються в 1889 році, розповідає дивну історію молодого консультанта з Лондона, інженер-гідротехніка, пана Віктора Хатерлі.
До Хатерлі прийшов чоловік, який назвався Лісандром Старком. Він запропонував Хатерлі діло в заміському будинку, для вивчення гідравлічного преса, який використовується, за словами Старка, для стиснення відбілювальної глини в цеглу. Старк попередив про конфіденційність справи, обіцяючи 50 гіней (нині це більше, ніж 4000 фунтів стерлінгів ). Хатерлі не міг відмовитися від замовлення, так як роботи в нього було небагато, та й запропонована сума змушували закрити очі на всі побоювання.
Інженер прибуває на указану залізничну станцію, там його зустрічає полковник Старк, зав'язує йому очі, і відвозить його не чималу відстань у кареті до будинку, де мала відбуватись майбутня робота Хатерлі. (Як стає потім відомо, значна начебто відстань досягнута намотуванням кіл, щоб заплутати хлопця). Тримаючи в голові майбутню винагороду в 50 гіней, він не звертає увагу на жінку з німецьким акцентом, яка просить його втекти. Інженер робить рекомендації по роботі пресу. Потім він необачно вирішує перевірити прес детальніше, розуміючи, що цей прес аж ніяк не для стискання глини. Старк зі своїм напарником закривають Хатерлі у приміщенні з пресом, вмикаючи його. Молодий інженер рятується ціною відірваного пальця, який йому встиг відрубати розлючений Старк. Під час втечі він непритомніє від великої втрати крові. (Потім стає відомо, що його непритомного відвезла далі від будинку жінка-німкеня).
Холмс розкриває Старка та його подільника — вони фальшивомонетники. Вотсон з поліцейськими прибули, коли будинок вже палав у вогні й злочинців вже давно там не було. Шерлок Холмс з'ясовує, що будинок загорівся, під час того як Хартлі тікав з приміщення із пресом, у нього випала гасова лампа, яка і стала причиною пожежі.
Цей випадок є одним з небагатьох, де Холмс не віддає лиходіїв в руки правосуддя.